# Цупов Петро Йосипович
Цупов Петро Йосипович (нар. 1875 — пом. 1919) — активний учасник революційного руху 1917–1919 років у Луганську.

## Біографія

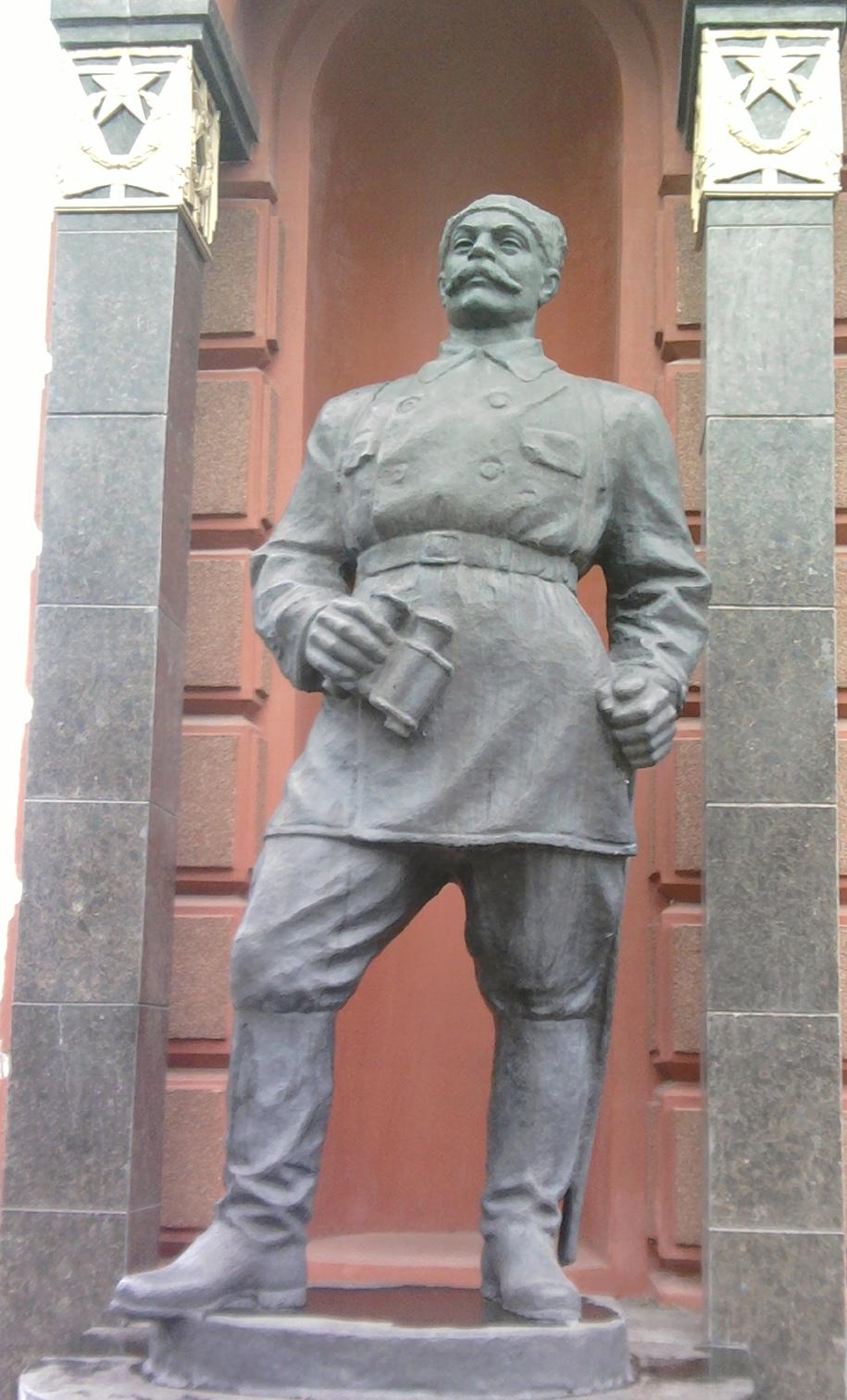

Працював слюсарем на паровозобудівному заводі Гартмана. Член РСДРП(б) з 1904 року. Його будинок, що на вулиці Луганській, слугував конспіративною квартирою, де в листопаді 1910 року відбулися вибори міського комітету партії. В жовтні 1905 року Петра Йосиповича обрано до луганської ради робітничих депутатів. Протягом 1907–1917 років очолював профспілку металістів заводу.
Після Лютневої революції 1917 року обраний членом районного комітету комуністичної партії, Луганської міської ради та головою ВРК при Раді робітничих, солдатських та селянських депутатів. Бере участь у боротьбі проти білогвардійських угруповань Олексія Каледіна та німецьких інтервентів.
Під час переходу до Царицина Петро Йосипович та його син Павло отримали поранення. На станції Суровікіно вони були доправлені до санітарного потягу. Під час захоплення станції білогвардійцями Петро Йосипович та Павло були вбиті.
Під час громадянської війни в тому ж 1919 році загинули два молодші Сини Петра Цупова — Єгор та Микола.

## Пам'ять
На честь Петра Цупова названо містечко тепловозобудівників (колишня Булацелевська ділянка, нині ж ділянка Цупова), вулиця та декілька провулків.
В сквері Слави героїв громадянської війни встановлено бюст революціонера. Скульптура Петра Цупова є одним з елементів Меморіалу Борцям Революції.